# Lavaca (fiume)
Il Lavaca è un fiume statunitense situato nello Stato del Texas.

## Percorso
Nasce a 384 metri d'altezza e scorre ampio nella pianura del Texas. Nella città di Forth Lavaca è presente un attivo canale scolmatore che devia acqua dal fiume per restituiglierla poi km dopo. Purtroppo, dopo la costruzione del canale, la portata del Lavaca è diminuita 2 volte rispetto al passato. 
Altro dato che diminuisce la portata del fiume è il suo canale deltizio ch toglie circa 500 m³/s al fiume.
Dopo le diramazioni, il fiume sfocia nel Golfo del Messico mediante il delta di Madagorda.

## Caratteristiche principali
Benché è molto più corto rispetto agli altri fiumi del Texas è il maggiore per portata grazie alle sue sorgenti carsiche ed ai suoi numerosissimi affluenti.
Di questi possiamo citare:
- Lorian creek;
- Husdone;
- Chacolon;
- Fronny Creek;
- Garciansite;
- Fillon;
- Readines;
- Tokker;
- Filos;
- Darlingson;
- Creek Pingsonen;
- Forest Grimping;
- Rover.

Inoltre il Lavaca è il fiume più pulito del nordamerica.

## Fauna Ittica
Nel fiume sono presenti:
- Trota;
- Carpa;
- Cobite;
- Luccio;
- Lucioperca.